# Aphis sierra
Aphis sierra är en insektsart. Aphis sierra ingår i släktet Aphis och familjen långrörsbladlöss. Inga underarter finns listade i Catalogue of Life.